# Vermilion Pass
Vermilion Pass är ett bergspass i Kanada.   Det ligger i provinsen Alberta, i den centrala delen av landet, 3 000 km väster om huvudstaden Ottawa. Vermilion Pass ligger 1 695 meter över havet.
Terrängen runt Vermilion Pass är bergig åt sydväst, men åt nordost är den kuperad.Trakten runt Vermilion Pass är nära nog obefolkad, med mindre än två invånare per kvadratkilometer.. 
Trakten runt Vermilion Pass består i huvudsak av gräsmarker.